# Yanchuan
Yanchuan är ett härad i centrala Shaanxi-provinsen i Folkrepubliken Kina. Häradet lyder under prefekturen Yan'an.
I häradet finns byn Liangjiahe (梁家河村), som tillhör köpingen Wen'anyi (文安驿镇), dit den kinesiske politikern Xi Jinping var förvisad åren 1969-75, under Kulturrevolutionen.